# Lars Hjertner

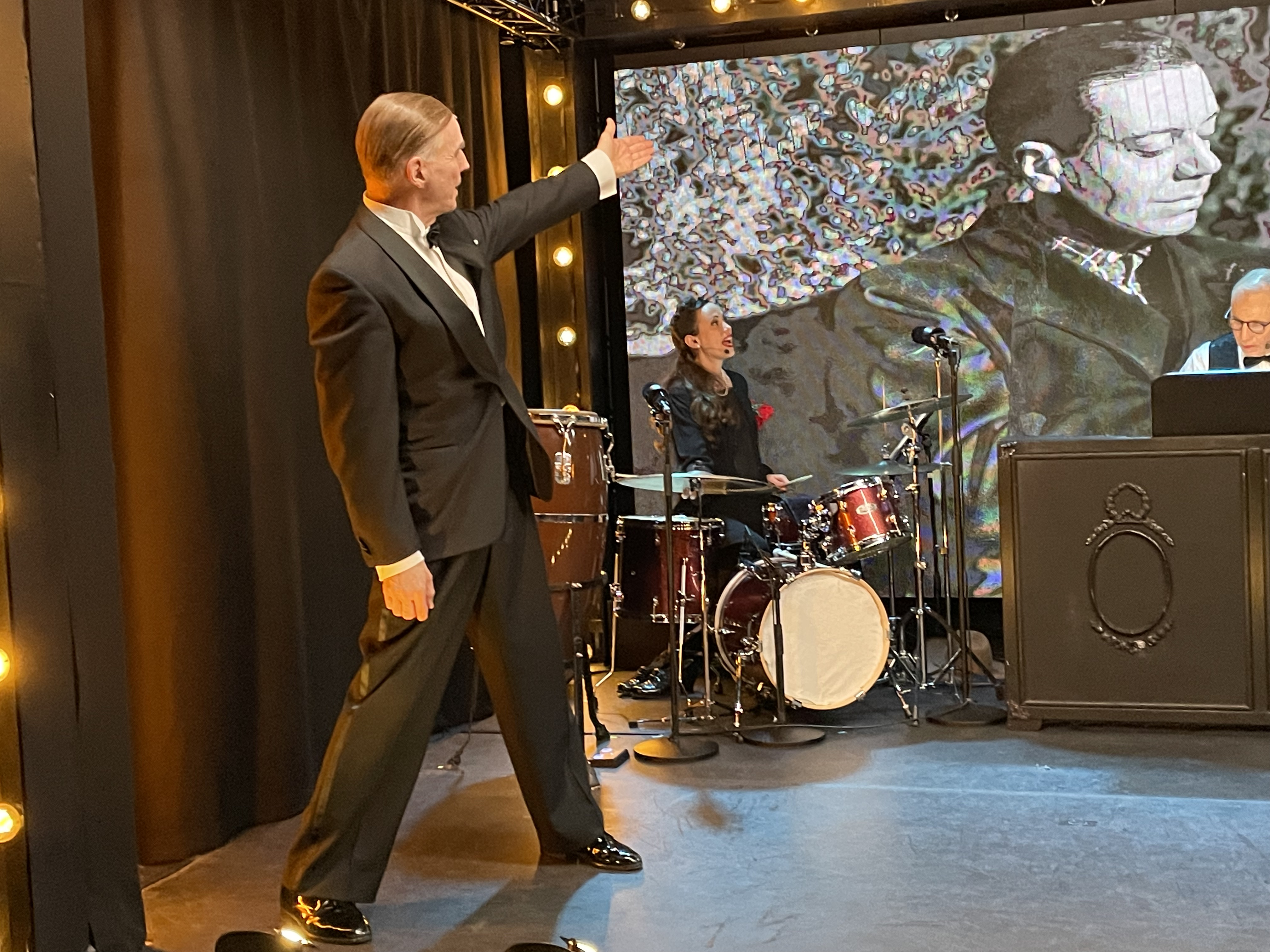
Lars Hjertner i den musikaliska revyn Let's fall in love – en hyllning till Cole Porter vid GöteborgsOperan 2023.

Lars Gunnar Hjertner, född 17 februari 1964 i Avesta församling, är en svensk musikalartist och skådespelare.

## Biografi
Hjertner, som är uppvuxen i Horndal i södra Dalarna, började sin karriär i Horndalsrevyn 1979. Han har studerat vid Calle Flygare Teaterskola och tagit danslektioner på Kulturama i Stockholm. Under tio år var han engagerad vid Länsteatern i Skaraborg där han medverkade i produktioner som Arsenik och gamla spetsar, Maratondansen, Grease och Spelman på taket. Han har medverkat i musikalerna My Fair Lady och Cyrano på Oscarsteatern. Han var den första mottagaren av Bosse Parneviks stipendium som delades ut i samband med Revy-SM 1988.
Mellan 1988 och 2005 spelade han huvudrollen som Mats i Himlaspelet – Ett spel om en väg som till Himla bär i Leksand. Hjertner är sedan 2001 anställd vid Göteborgsoperan där han gjort flera uppmärksammade roller, bland andra Lilleman i Stoppa världen, jag vill hoppa av, Ljusstaken Lumiére i Skönheten och odjuret, Brad (Sven) i The Rocky Horror Show, Doc i West Side Story och titelrollen i musikteaterföreställningen Charlie Chaplin – en lek med allvar.
Lars Hjertner skapade 2023 den musikaliska revyn Let's fall in love, en hyllning till Cole Porter, tillsammans med Per Larsson. Hjertner och Micaela Sjöstedt medverkade i föreställningen, som turnerade i Västra Götalandsregionen under hösten 2023.
Hjertner turnerar i egen regi med Johan Olov Johanssons Änglaknäpp och tolkar ofta Karlfeldts lyrik.
I mars 2023 erhöll Lars Hjertner GöteborgsOperans Vänners stipendium på 25 000 kronor.

## Teater

### Roller (ej komplett)
| År   | Roll             | Produktion                                                                      | Regi             | Teater                              |
| ---- | ---------------- | ------------------------------------------------------------------------------- | ---------------- | ----------------------------------- |
| 2005 | Lumière          | Skönheten och odjuret Alan Menken, Howard Ashman, Tim Rice och Linda Woolverton | Hans Berndtsson  | Skövde stadsteater/ Göteborgsoperan |
| 2005 | Ralph, inspcient | Kiss Me, Kate Cole Porter, Samuel Spewack och Bella Spewack                     | Staffan Aspegren | Göteborgsoperan                     |
| 2006 | Sven             | The Rocky Horror Show Richard O'Brien                                           | Rikard Bergqvist | Göteborgsoperan                     |
| 2008 | Northbrook       | Mary Poppins Bröderna Sherman, Julian Fellowes, George Stiles och Anthony Drewe | Stina Ancker     | Göteborgsoperan                     |
| 2015 | Everett Baker    | Crazy for you Ken Ludwig, George och Ira Gershwin                               | Mattias Carlsson | Göteborgsoperan                     |
| 2021 | Maraczek         | She Loves Me Joe Masteroff, Jerry Bock och Sheldon Harnick                      | Roine Söderlundh | Kulturhuset Spira                   |

## TV
- 2018 – Vår tid är nu (TV-serie)

## Priser och utmärkelser
- 2023 – GöteborgsOperans Vänners stipendium.[8]